# Frank Dukes
Adam King Feeney (Toronto, 12 de septiembre de 1983), también conocido como Frank Dukes o Ging, es un productor discográfico, compositor, músico y DJ canadiense, ganador de tres Premios Grammy por su trabajo como productor o compositor en discos de Eminem, The Weeknd y Cardi B.

## Carrera
Durante su trayectoria, ha trabajado con artistas como Camila Cabello, Post Malone y The Weeknd. Después de utilizar el nombre artístico Frank Dukes durante veinte años, en noviembre de 2021 anunció que se dedicaría a una carrera como solista bajo el seudónimo de Ging.
Al principio de su carrera, se estableció como productor trabajando con varios miembros de Wu-Tang Clan y G-Unit, así como con jóvenes talentos de Toronto como BadBadNotGood. Logró reconocimiento en la década de 2010 como compositor y beatmaker, cuyo trabajo fue utilizado por prominentes productores discográficos para samplear en sus propias producciones; muchas de sus muestras se han utilizado en canciones para los principales artistas, incluyendo a Drake (con la colocación principal de Feeneys, "0 to 100"), Travis Scott, Taylor Swift y Kanye West, con algunas extraídas de la Kingsway Music Library, una popular biblioteca de muestras que dirige desde 2011.
Feeney ha ayudado a producir más de treinta sencillos de platino desde 2014. Entre otros premios y nominaciones, su trabajo ha ganado tres premios Grammy (por su trabajo como productor o compositor en discos de Eminem, The Weeknd y Cardi B) de entre treinta nominaciones. Está considerado como uno de los mejores productores de Canadá al haber sido premiado como Compositor del Año por la Society of Composers, Authors and Music Publishers of Canada en cuatro ocasiones, y ha recibido honores similares de Broadcast Music, Inc. y los Premios Juno.

## Premios destacados
| Año  | Evento                 | Categoría                        | Obra y artista nominados           | Rol                          |
| ---- | ---------------------- | -------------------------------- | ---------------------------------- | ---------------------------- |
| 2015 | Premios Grammy         | Mejor álbum de rap               | The Marshall Mathers LP de Eminem  | Productor en "Groundhog Day" |
| 2018 | Premios Grammy         | Mejor álbum urbano contemporáneo | Starboy de The Weeknd              | Productor en "Attention"     |
| 2019 | Premios Grammy         | Mejor álbum de rap               | Invasion of Privacy de Cardi B     | Productor en "Be Careful"    |
| 2019 | Premios Grammy Latinos | Mejor canción urbana             | "Con altura" de Rosalía y J Balvin | Compositor                   |